# بيمبات
بيمبات ( برغاماسك : Brembàt ) وهي كوموني (بلدية) في مقاطعة بيرغامو في منطقة لومباردي الإيطالية، وتقع على بعد حوالي 35 كيلومتر (22 ميل) شمال شرق ميلانو وحوالي 14 كيلومتر (9 ميل) جنوب غرب بيرغامو. اعتباراً من 31 ديسمبر 2010، كان عدد سكانها 8234 نسمة ومساحتها 5.5 كيلومتر مربع (2.1 ميل2).
وتحتوي بلدية بريمبات فقط على فرازيوني (التقسيم الفرعي) غرينيانو.
وتقع بيمبات على حدود البلديات التالية: بولتير وكانونيكا دادا وجيرفاسيو كابريات سان وفيلاغو وأوسيو سوتو وبونتيرولو نوفو.

## روابط خارجية
- www.comune.brembate.bg.it